# Michael Essien
Michael Kojo Essien (* 3. Dezember 1982 in Accra) ist ein ehemaliger ghanaischer Fußballspieler und heutiger -trainer. Der defensive Mittelfeldspieler spielte jahrelang für den FC Chelsea, mit dem er zweimal englischer Meister wurde und 2012 die Champions League gewann. Für die Nationalmannschaft war er in 59 Spielen im Einsatz und nahm mit ihr an zwei Weltmeisterschaften teil.

## Vereinskarriere

### Anfänge im Fußball
Essien wurde in Accra als Sohn von Aba Gyandoh und James Essien geboren. Nach dem Abschluss des St. Augustine's College in Cape Coast begann er seine Fußballkarriere bei dem lokalen Verein Liberty Professionals. Aufgewachsen als leidenschaftlicher Aston-Villa-Fan, war er stark von der Liebe seines Vaters zu dem Klub aus Birmingham geprägt. Besonders verehrte er Paul McGrath und orientierte viele Elemente seines Spiels an dessen Stil.
Essien erzielte seinen Durchbruch, als er 1999 bei der FIFA U-17-Weltmeisterschaft in Neuseeland spielte. Europäische Scouts wurden auf ihn aufmerksam, was zu einem Probetraining bei Manchester United im April 2000 führte, gefolgt von der Teilnahme an einem Spiel der U-17-Mannschaft gegen Derby County.
Manchester United bot ihm einen Vertrag an, doch aufgrund einer fehlenden Arbeitserlaubnis konnte er nicht im Vereinigten Königreich spielen. Daher erwog er zunächst einen Wechsel zum belgischen Klub Royal Antwerpen, bis er die nötige Berechtigung für einen Wechsel nach England erhalten würde. Letztlich entschied er sich, nach Frankreich zu wechseln, da seine Mutter dies bevorzugte.

### SC Bastia
Im Juli 2000 unterschrieb Essien bei SC Bastia aus der französischen Division 1 und gab sein Debüt am 30. September 2000 in einem Ligaspiel gegen Metz, als er für den Kapitän Laurent Casanova eingewechselt wurde. Zu Beginn seiner Zeit in Bastia konnte er sich noch keinen Stammplatz erkämpfen und spielte in verschiedenen Positionen in der Abwehr. Am Ende der Saison 2000/01 kam er auf nur 13 Ligaspiele und erzielte ein Tor, das er im Rückspiel gegen Metz bei einer 3:2-Niederlage erzielte.
In der darauffolgenden Saison bekam Essien unter Trainer Robert Nouzaret die Möglichkeit, im zentralen Mittelfeld zu spielen, und zeigte dort sein volles Potenzial. Er bildete ein starkes Mittelfeld-Duo mit Nicolas Dieuze und Cyril Jeunechamp und erzielte entscheidende Tore in Siegen gegen Nantes, Lorient und Guingamp. Am 12. Januar 2002 erzielte er einen wichtigen Ausgleichstreffer gegen Marseille im Stade Vélodrome zum 2:2. Auch im Coupe de la Ligue konnte er ein Tor gegen Le Mans erzielen, in dem sein zukünftiger Chelsea-Teamkollege Didier Drogba für Le Mans ebenfalls ein Tor schoss.
In der Saison 2002/03 entwickelte sich Essien unter dem neuen Trainer Gérard Gili zum unbestrittenen Stammspieler. Sein kämpferischer und physischer Spielstil wurde deutlich sichtbar, was ihm in der Liga 12 gelbe Karten einbrachte. Er startete die Saison mit einem Tor im Eröffnungsspiel gegen Lens (1:1) und erzielte insgesamt fünf Tore in der Liga, darunter auch ein Tor in einem 2:0-Sieg gegen den amtierenden Meister Lyon. Am Ende der Saison, in der Bastia erneut im Mittelfeld der Tabelle landete, weckten Essiens Leistungen das Interesse von Spitzenklubs wie Paris Saint-Germain, Lyon und Marseille.

### Olympique Lyon
Paris Saint-Germain unterbreitete Bastia das höchste Angebot, das auch akzeptiert wurde. Essien lehnte jedoch das Vertragsangebot von PSG ab und entschied sich stattdessen für einen Wechsel zu Lyon, die 11,7 Millionen Euro für ihn zahlten. Nach seiner Ankunft in Lyon wurde ihm die Nummer 4 zugewiesen. Er spielte als Box-to-Box-Mittelfeldspieler, was ihm die Freiheit gab, den Spielmacher Juninho zu unterstützen, während Edmílson und Mahamadou Diarra die Abwehr sicherten und das Spiel von hinten aufbauten.
Essien gab sein Debüt für Lyon im Finale der Trophée des Champions gegen Auxerre am 27. Juli 2003. Bereits in der fünften Spielminute erzielte er sein erstes Tor für den Verein, und nur vier Minuten später traf auch Diarra. Lyon gewann das Spiel mit 2:1, was Essien seinen ersten Titel als Spieler einbrachte. Nur drei Spiele später erzielte er sein erstes Ligator für Lyon in einem 3:1-Sieg gegen Monaco. In der Folgezeit spielte er regelmäßig, absolvierte 33 weitere Ligaspiele und erzielte noch zwei weitere Tore gegen Bordeaux und Rennes.
Am 23. Mai 2004 sicherte sich Lyon mit einem 3:0-Sieg gegen Lille im Stade Gerland den dritten Meistertitel in Folge. Essien kam in diesem Spiel als Ersatzspieler zum Einsatz. In der UEFA Champions League war Essien in acht der zehn Partien dabei, in denen Lyon spielte, und wurde letztlich von den späteren Siegern Porto aus dem Wettbewerb geworfen.
In seiner letzten Saison bei Lyon absolvierte Essien fast alle Ligaspiele, verpasste nur eines aufgrund einer Roten Karte. Er erzielte drei Tore und sammelte 10 gelbe Karten, was ihm den dritten Platz in der Liga-Tabelle der meisten Gelben Karten einbrachte. Für seine herausragenden Leistungen wurde er 2005 zum Spieler des Jahres der UNFP gewählt. Außerdem trug er entscheidend dazu bei, dass Lyon das Viertelfinale der UEFA Champions League 2004/05 erreichte, wo er mit fünf Toren glänzte. Lyon schied schließlich im Elfmeterschießen gegen PSV Eindhoven aus. Am Ende der Saison wurde er zum Ligue-1-Spieler des Jahres gekürt, eine Auszeichnung, die eine Rekordserie von UNFP-Spieler-des-Jahres-Titeln für Lyon einleitete, die erst 2008 mit dem Sieg von Karim Benzema endete. Zudem wurde Essien für den FIFA-Weltfußballer des Jahres 2005 nominiert und belegte den 22. Platz. Diese Anerkennung zog die Aufmerksamkeit von Chelsea auf sich, bei welchen er schließlich unterschrieb.

### FC Chelsea
Am 14. August 2005 einigten sich Lyon und Chelsea auf eine Ablösesumme von 38 Millionen Euro für Essien. Der Transfer wurde am 19. August offiziell abgeschlossen.
Essien gab sein Debüt am 21. August 2005 nach der Halbzeitpause gegen Arsenal mit der Trikotnummer fünf. Das Spiel endete mit einem 1:0-Sieg für Chelsea. In seinem ersten Startelf-Einsatz erzielte er eine Vorlage gegen West Bromwich Albion nachdem er den verletzten Claude Makélélé im defensiven Mittelfeld beim 2:0-Sieg gegen Sunderland am 10. September 2005 ersetzt hatte. Schnell sicherte er sich einen festen Platz in José Mourinhos Mannschaft und bestritt 31 Ligaspiele sowie 11 Einsätze in anderen Wettbewerben.
Am 15. Dezember 2005 sperrte die UEFA Essien für zwei Spiele, nachdem er Dietmar Hamann in der 23. Spielminute ins rechte Knie trat. Das führte dazu, dass er Chelsea im Achtelfinale gegen den späteren Champions-League-Sieger FC Barcelona nicht zur Verfügung stand. Essien entschuldigte sich später bei Hamann für das Foul, welcher die Entschuldigung annahm. Im Januar 2006 musste Essien nach einem Foul von West Hams Kapitän Nigel Reo-Coker selbst mit der Trage vom Platz und fiel für drei Wochen aus.
Essien erzielte sein erstes Tor für Chelsea am 11. März 2006 in einem 2:1-Sieg gegen Tottenham Hotspur, als er nach einer flachen Hereingabe von Shaun Wright-Phillips traf. Sein zweites Tor folgte am 17. April 2006 gegen Everton, als er nach einem kraftvollen Durchbruch durch die Abwehr mit einem starken Schuss traf. Am Ende seiner ersten Saison in der Premier League hatte Essien damit zwei Tore erzielt.
Am 12. Oktober 2006 wurde Essien für den FIFA-Weltfußballer des Jahres nominiert, wo er den 22. Platz belegte. Eine Woche später folgte die Nominierung für den Ballon d’Or. Außerdem wurde er als drittbester afrikanischer Spieler des Jahres ausgezeichnet – eine Ehrung, die er bereits 2005 erhalten hatte. Zudem wurde er von der BBC zum African Footballer of the Year gewählt.
In der Saison 2006/07 war Essien weiterhin entscheidend für Chelsea. Er erzielte sein erstes Champions-League-Tor für den Klub in einem 2:0-Sieg gegen Werder Bremen und erzielte in der K.o.-Runde ein wichtiges späte Tor im Rückspiel gegen Valencia, das Chelsea mit einem 2:1-Sieg und einem 3:2-Gesamtsieg ins Halbfinale brachte. Es war sein erstes Spiel nach einer längeren Verletzungspause. Am 10. Dezember 2006 gelang ihm außerdem ein spektakulärer späten Ausgleich gegen Arsenal, der fast das Ende von Chelseas langer ungeschlagener Serie bedeutet hätte.
Am 15. Mai 2007 wählten die Chelsea-Fans Essien zum Spieler des Jahres für seine Leistungen in der Saison 2006/07, was ihn zum ersten Afrikaner machte, der diese Auszeichnung erhielt. Sein dramatisches Ausgleichstor gegen Arsenal wurde zudem zum Chelsea-Tor des Jahres 2006/07 gewählt.
Zum Auftakt der Saison 2007/08 erzielte Essien am 12. August 2007 im Spiel gegen Birmingham City das einzige Tor, das Chelsea den 1:0-Sieg sicherte. Dieser Erfolg trug dazu bei, dass Chelsea einen englischen Rekord für ungeschlagene Heimspiele aufstellte, indem der bisherige Rekord von Liverpool aus den Jahren 1978 bis 1981 übertroffen wurde.
Am 10. Oktober 2007 wurde Essien zum dritten Mal in Folge für den FIFA-Weltfußballer des Jahres nominiert, und auch der Ballon d’Or brachte ihm die dritte Nominierung in Folge ein. Bei der Wahl zum Weltfußballer landete er auf dem 15. Platz. Zudem wurde er am 12. Dezember 2007 erneut für den Titel Afrikas Fußballer des Jahres nominiert und belegte hinter dem Sieger Frédéric Kanouté den zweiten Platz.
Am 22. Juli 2008 unterschrieb Essien einen neuen Fünfjahresvertrag bei Chelsea, der ihn bis 2013 an den Klub band. Bereits am 12. März 2007 hatte er seinen Vertrag verlängert.
Es wurde befürchtet, dass Essien die Premier-League-Saison 2008/09 aufgrund eines Kreuzbandrisses, den er sich am 5. September bei einem Einsatz für Ghana zuzog, verpassen würde. Doch am 7. März 2009 kehrte er überraschend zurück und kam im FA-Cup-Spiel gegen Coventry City in der zweiten Halbzeit ins Spiel. In seinem zweiten Match nach der Verletzung erzielte er kurz vor der Halbzeit das wichtige Auswärtstor gegen Juventus Turin in der Champions League. Das Spiel endete 2:2, aber Chelsea zog mit einem 3:2-Gesamtsieg ins Viertelfinale ein. In seinem ersten Ligastart nach der Rückkehr erzielte er das einzige Tor des Spiels gegen Manchester City.
Am 6. Mai 2009 erzielte Essien ein beeindruckendes Volleytor mit dem linken Fuß im Rückspiel des Champions-League-Halbfinales gegen Barcelona. Das Tor konnte jedoch nicht verhindern, dass Chelsea aufgrund der Auswärtstorregel aus dem Wettbewerb ausschied. Das Tor wurde später von den Chelsea-Fans zum Tor des Jahres gewählt.
In der Saison 2009/10 zeigte Essien großartige Leistungen, insbesondere am 24. Oktober 2009, als er mit einem 35-Meter-Schuss in der 52. Spielminute sein erstes Tor der Saison erzielte und Chelsea einen 5:0-Sieg gegen Blackburn Rovers sicherte. Beim 4:0-Sieg gegen die Wolverhampton Wanderers erzielte er seinen ersten Doppelpack für Chelsea. Er verpasste nur knapp seinen ersten Hattrick, als sein zweiter Schuss vom Torwart an die Latte abgewehrt wurde. Während der Afrikanischen Nationenmeisterschaft 2010 zog sich Essien eine Verletzung zu und fiel für den Rest der Saison aus. Am 4. Juni 2010 verlängerte er seinen Vertrag um zwei Jahre, was ihn bis 2015 an Chelsea band. Essien kehrte am 17. Juli 2010 in einem Freundschaftsspiel gegen Crystal Palace zurück und erzielte das einzige Tor des Spiels.
Nach einer verletzungsbedingten Absenz von der Fußball-Weltmeisterschaft 2010 fand Essien gut in die neue Saison. Er erzielte das einzige Tor in einem Freundschaftsspiel gegen Crystal Palace und war ein wichtiger Bestandteil von Chelseas ungeschlagenem August. In der Premier League erzielte er einen Doppelpack gegen West Ham United und traf auch in der Champions League gegen MŠK Žilina. Essien zeigte außerdem starke Leistungen gegen Marseille, Blackburn Rovers und Fulham, wobei er gegen Fulham das einzige Tor erzielte, aber auch eine Rote Karte kassierte.
Im Sommer 2011, während der Vorbereitung auf die Saison 2011/12, riss sich Essien erneut das Kreuzband und den Meniskus und musste sich einer Operation unterziehen. Seine Genesung wurde auf etwa sechs Monate geschätzt. Doch bereits Ende November 2011 begann er mit leichtem Training und feierte sein Comeback am 9. Januar 2012, als er 75 Minuten im Spiel der Reserve gegen West Bromwich Albion absolvierte. Am 21. Januar 2012 gab er schließlich sein 150. Premier-League-Spiel für Chelsea, als er in einem 1:0-Sieg gegen Sunderland eingewechselt wurde.
Aufgrund der verpassten ersten Saisonhälfte fand Essien unter Trainer André Villas-Boas nur schwer zurück in die Startelf. Am 21. Februar 2012 ließ Villas-Boas Essien, Frank Lampard und Ashley Cole auf der Bank, als Chelsea in der Champions League gegen Neapel mit 3:1 verlor. Dies führte zu heftigen Diskussionen über die Teamaufstellung, die auch den damaligen Chelsea-Eigentümer Roman Abramovich erreichten. Am 4. März 2012, nach einer 1:0-Niederlage gegen West Bromwich, bei der Chelsea nur noch drei Punkte hinter Arsenal lag, wurde Villas-Boas entlassen und durch Roberto Di Matteo ersetzt. Di Matteo setzte sofort auf erfahrene Spieler wie Essien, Lampard und John Terry. In Chelseas triumphalem Champions-League-Finale gegen Bayern München, das den ersten Titel für einen Londoner Klub sicherte, blieb Essien zwar auf der Bank, doch der Sieg machte Chelsea zum Champions-League-Sieger.

### Real Madrid (Leihe)
Am 31. August 2012 wechselte Essien für ein Jahr auf Leihbasis zu Real Madrid, wo er wieder unter seinem ehemaligen Chelsea-Trainer José Mourinho spielte. Bei seiner Vorstellung in Madrid nannte Mourinho Essien liebevoll „seinen Sohn“, während Essien Mourinho als „seinen Daddy“ bezeichnete. Am 3. November erzielte Essien sein erstes Tor für Real. Im letzten Spiel der Saison, das auch Essiens letztes für Madrid war, traf er erneut und widmete das Tor Mourinho.

### AC Mailand
Zur Saison 2013/14 kehrte er nach Chelsea zurück. Er fand in der Hinrunde allerdings kaum Beachtung unter José Mourinho und wechselte daher am 27. Januar 2014 in die italienische Serie A zum AC Mailand, bei dem er einen Vertrag bis zum 30. Juni 2015 erhielt. In seiner Zeit bei Milan absolvierte Essien insgesamt 22 Pflichtspiele, davon 13 in der Serie A und 2 im Coppa Italia. Er erzielte dabei keine Tore und bereitete auch keine vor. Seine Rolle war erneut die eines defensiven Mittelfeldspielers, wobei er in der Saison 2014/15 hauptsächlich als Einwechselspieler agierte.

### Panathinaikos Athen
Am 2. Juni 2015 unterschrieb Essien einen Zwei-Jahres-Vertrag beim griechischen Klub Panathinaikos Athen. Die ersten drei Monate der Saison verbrachte er mit der Genesung von einer Beinverletzung. Am 28. November debütierte er schließlich bei der 1:0-Niederlage gegen Iraklis Thessaloniki. Am 24. Januar 2016 erzielte er sein erstes Tor für Panathinaikos in einem 2:0-Auswärtssieg gegen Levadiakos.
Nach einer Saison in Griechenland wurde Essien für die Saison 2016/17 nicht für den Kader gemeldet. Drei Monate später wurde die Auflösung seines Vertrags nach einer beiderseitigen Vereinbarung bestätigt.

### Persib Bandung
Im September 2016 lehnte Essien ein Angebot des australischen A-League-Klubs Melbourne Victory ab.
Nach achtmonatiger Vereinslosigkeit unterschrieb Essien am 13. März 2017 einen Einjahresvertrag bei Persib Bandung in Indonesien, mit der Option, um ein weiteres Jahr zu verlängern. Er trug die Nummer 5, die gleiche, die er auch in seinen neun Jahren bei Chelsea getragen hatte. Am 22. April erzielte er sein erstes Tor für Persib, ein Kopfballtor beim 2:2-Unentschieden gegen Persikabo.
Am 17. März 2018 wurde bekannt, dass der Klub Essien freigestellt habe, da die Anzahl der maximal für den Verein spielberechtigten Ausländer gemäß der PSSI-Vorgaben bereits erreicht war.

### Səbail FK
Am 16. März 2019 unterschrieb Essien einen Vertrag über eineinhalb Jahre bei Səbail FK aus der aserbaidschanischen Premier League, der auch eine Trainerposition für die U19-Mannschaft des Klubs beinhaltete. Nach anderthalb Jahren beim Səbail FK in Aserbaidschan beendete Essien dort im September 2020 seine Spielerlaufbahn.

## Nationalmannschaft
Essiens internationale Karriere begann mit der ghanaischen U-17-Nationalmannschaft, bei der FIFA U-17-Weltmeisterschaft 1999 in Neuseeland, wo er die Bronzemedaille gewann. Zwei Jahre später, 2001, spielte er mit der U-20-Auswahl, bei der FIFA Junioren-Weltmeisterschaft in Argentinien und belegte mit Ghana den zweiten Platz hinter Gastgeber Argentinien. Durch seine herausragenden Leistungen in beiden Turnieren machte er sich schnell einen Namen und wurde als eines der größten Talente Afrikas gehandelt.
Sein Debüt in der A-Nationalmannschaft gab Essien am 21. Januar 2002 beim Afrika-Cup gegen Marokko. Zuvor hatte er bereits in einem Freundschaftsspiel gegen Ägypten am 4. Januar 2002 für Ghana gespielt.
Mit der ghanaischen Nationalmannschaft nahm Essien 2006 an der WM-Endrunde in Deutschland teil. Mit Ghana überstand er die Gruppenphase gegen Italien, Tschechien und die USA. Im Achtelfinale trafen die Ghanaer auf Brasilien, allerdings ohne Essien, da er im letzten Gruppenspiel gegen die USA seine zweite Gelbe Karte im Turnier bekommen hatte und somit für dieses Spiel gesperrt war. Dies bedeutete, dass Ghana geschwächt wurde, da Essien zusammen mit Stephen Appiah das Rückgrat im Mittelfeld der Mannschaft bildete, die trotz aller Bemühungen gegen Brasilien weitgehend chancenlos blieb. Aufgrund einer Knieverletzung, die er sich im Januar bei der Afrikameisterschaft 2010 zugezogen hatte, musste er die Teilnahme an der WM im selben Jahr in Südafrika absagen.
Am 13. Mai 2014 wurde er in den Kader der ghanaischen Nationalmannschaft für die WM 2014 berufen. Jedoch konnte man sich in der Gruppe mit Deutschland, den USA und Portugal nicht durchsetzen, punktete nur bei 2:2 gegen Deutschland und schied aus. Essien kam jedoch nur zu einem Kurzeinsatz gegen die USA, was gleichzeitig sein letztes Spiel für die Nationalmannschaft war.

## Karriere als Vereinstrainer

### FC Nordsjælland
Am 19. August 2020 wurde bekannt, dass Essien mit dem dänischen Superliga-Klub FC Nordsjælland trainierte. Dabei erhielt er die Möglichkeit, sich aktiv in die Arbeit mit dem Superliga-Team sowie mehreren Jugendmannschaften des Vereins einzubringen. Zudem konnte er wertvolle Einblicke in die Ausbildung und Entwicklung junger Talente gewinnen, was ihm als Inspiration für seine laufende Trainer-Ausbildung diente. Nordsjælland ist zudem Partner der Right to Dream Academy aus Ghana.
Am 9. September 2020 bestätigte der Klub schließlich, dass Essien offiziell ins Trainerteam von Nordsjælland aufgenommen wurde und die Saison 2020/21 als Teil des Trainerteams angehen wird.

## Spielweise
Essien war ein physisch imposanter Mittelfeldspieler, der vor allem im zentralen Mittelfeld seine Stärke ausspielte. Mit seiner Fähigkeit, sowohl offensiv als auch defensiv zu arbeiten, wurde er oft als „Box-to-Box“-Spieler bezeichnet. Sein kraftvoller, direkter Spielstil brachte ihm den Spitznamen „The Bison“ ein. Essien war vielseitig und konnte auch in der Abwehr spielen, sowohl als rechter Verteidiger als auch in der Innenverteidigung. Neben seiner beeindruckenden Physis und seinem defensiven Engagement zeichnete er sich durch eine starke Technik, gutes Spielverständnis und taktische Intelligenz aus. Zudem war er ein gefährlicher Schütze aus der Distanz, der immer wieder mit seinen präzisen und kräftigen Abschlüssen für Gefahr sorgte.

## Erfolge

### Verein
Olympique Lyon
- Französischer Meister: 2004 und 2005
- Französischer Supercup: 2003 und 2004

FC Chelsea
- Englischer Meister: 2006 und 2010
- FA Cup: 2007, 2009 und 2012
- FA Community Shield: 2009
- Carling Cup: 2007
- UEFA Champions League: 2012

#### Nationalmannschaft
- Weltmeisterschafts-Teilnehmer: 2006, 2014
- Afrikameisterschafts-Teilnehmer: 2002, 2006 und 2008

### Persönliche Erfolge
- Spieler des Monats der Ligue 1: Oktober 2004
- Ligue-1-Spieler des Jahres: 2005
- BBC African Footballer of the Year: 2006
- Chelsea Player of the Year Award: 2007
- Ghanas Fußballer des Jahres: 2008

## Trivia
Zusammen mit der Band Wills and the Willing sowie seinem Mannschaftskameraden Didier Drogba nahm Essien das Lied „Skin“ auf. Er ist Athletenbotschafter der Entwicklungshilfeorganisation Right to Play.
An der Boadi Road in Kumasi wurde Ende 2017 eine Skulptur mit seinem Konterfei enthüllt. Essiens verstorbener Vater James, der zur Volksgruppe der Ashanti gehörte, stammte aus Kumasi.